# Andance

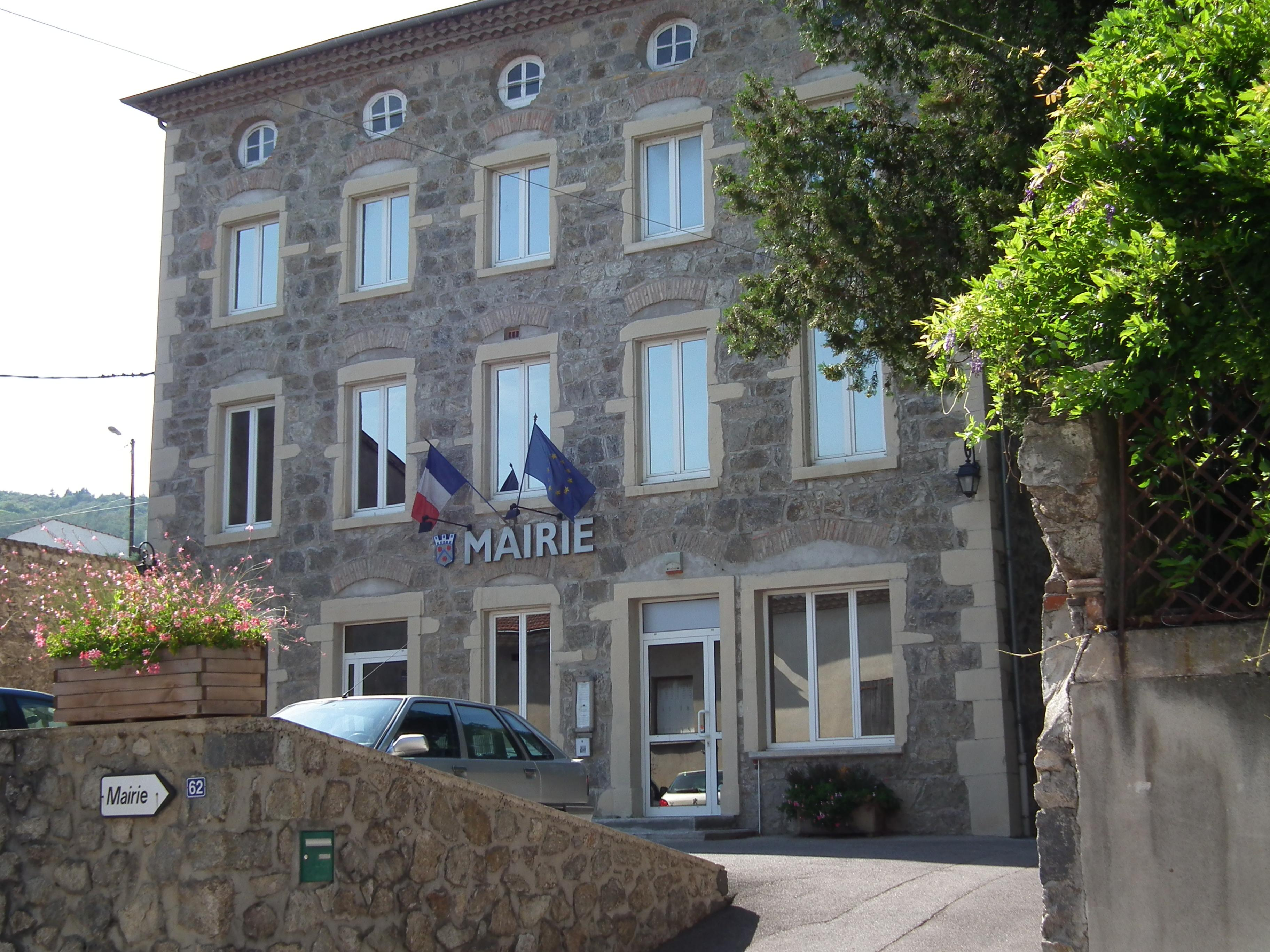
Ratusz (2011)

Andance – miejscowość i gmina we Francji, w regionie Owernia-Rodan-Alpy, w departamencie Ardèche.
Według danych na rok 1990 gminę zamieszkiwało 1009 osób, a gęstość zaludnienia wynosiła 155 osób/km² (wśród 2880 gmin regionu Rodan-Alpy Andance plasuje się na 776. miejscu pod względem liczby ludności, natomiast pod względem powierzchni na miejscu 1397.).